# Critics' Choice Movie Award du meilleur film en langue étrangère
Cette page contient des caractères spéciaux ou non latins. S’ils s’affichent mal (▯, ?, etc.), consultez la page d’aide Unicode.
Le Critics' Choice Movie Award du meilleur film en langue étrangère (Broadcast Film Critics Association Award for Best Foreign Language Film) est une récompense décernées aux meilleurs films étrangers par le jury de la Broadcast Film Critics Association depuis 1996.

## Palmarès

### Années 1990
- 1996 : Le Facteur (Il postino)  Italie

- 1997 : Ridicule  France

- 1998 : Shall We Danse? (Shall We ダンス?)  Japon

- 1999 : La vie est belle (La vita è bella)  Italie

### Années 2000
- 2000 : Tout sur ma mère (Todo sobre mi madre)  Espagne

- 2001 : Tigre et Dragon (卧虎藏龙)  Taïwan

- 2002 : Le Fabuleux Destin d'Amélie Poulain  France 
  - In the Mood for Love (花樣年華)  Hong Kong
  - No Man's Land  Bosnie-Herzégovine

- 2003 : Y tu mamá también  Mexique 
  - Le Mariage des moussons (Monsoon Wedding)  Inde
  - Parle avec elle (Hable con ella)  Espagne

- 2004 : Les invasions barbares  Canada 
  - La Cité de Dieu (Cidade de Deus)  Brésil
  - Swimming Pool  France

- 2005 : Mar adentro  Espagne 
  - Le Secret des poignards volants (十面埋伏)  Chine
  - Maria, pleine de grâce (Maria, llena eres de gracia)  Colombie
  - Carnets de voyage (Diarios de motocicleta)  Argentine
  - Un long dimanche de fiançailles  France

- 2006 :  Crazy Kung-Fu (功夫)  Hong Kong 
  - 2046  Hong Kong
  - Caché  France
  - Old Boy (올드보이)  Corée du Sud
  - Paradise Now  Palestine

- 2007 : Lettres d'Iwo Jima (Letters from Iwo Jima) (硫黄島からの手紙 - Iô-Jima kara no tegami) •  États-Unis  Japon
  - Apocalypto •  États-Unis
  - Indigènes •  France
  - Le Labyrinthe de Pan (El laberinto del fauno) •  Espagne
  - Volver •  Espagne
  - Water •  Inde

- 2008 : Le Scaphandre et le Papillon  France 
  - 4 mois, 3 semaines, 2 jours (4 luni, 3 săptămâni şi 2 zile)  Roumanie
  - La Môme  France
  - L'Orphelinat (El orfanato)  Espagne
  - Lust, Caution (色、戒)  Hong Kong

- 2009 : Valse avec Bachir (ואלס עם באשיר)  Israël 
  - Un conte de Noël  France
  - Gomorra  Italie
  - Il y a longtemps que je t'aime  France
  - Morse (Låt den rätte komma in)  Suède
  - Mongol (Монгол)  Kazakhstan

### Années 2010
- 2010[1] : Étreintes brisées (Los abrazos rotos)  Espagne
  - Coco avant Chanel  France
  - Les Trois Royaumes (赤壁)  Chine
  - Le Ruban blanc (Das weiße Band)  Allemagne  Autriche  France  Italie
  - Sin Nombre  Mexique  États-Unis

- 2011[2] : Millénium (Män som hatar kvinnor)  Suède
  - Biutiful  Mexique  Espagne
  - Amore (Io sono l'amore)  Italie

- 2012[3] : Une séparation (جدایی نادر از سیمین)  Iran
  - Et maintenant, on va où ? (وهلّأ لوين؟)  Liban  France
  - La piel que habito  Espagne
  - In Darkness (W ciemności)   Pologne
  - Le Havre  France

- 2013[4] : Amour  Autriche /  France
  - Royal Affair (En kongelig affære)  Danemark
  - De rouille et d'os  France
  - Intouchables  France

- 2014[5] : La Vie d'Adèle  France  Belgique  Espagne
  - La grande bellezza  Italie  France
  - La Chasse (Jagten)  Danemark
  - Le Passé  France
  - Wadjda (وجدة)  Allemagne  Arabie saoudite

- 2015[6] : Snow Therapy (Turist)  Suède
  - Deux jours, une nuit  Belgique
  - Ida  Pologne
  - Léviathan (Левиафан)  Russie
  - Les Nouveaux Sauvages (Relatos salvajes)  Argentine

- 2016 : Le Fils de Saul (Saul fia)  Hongrie
  - The Assassin (刺客聶隱娘 / Cìkè Niè Yinniáng)  Taïwan
  - Goodnight Mommy (Ich seh, Ich seh)  Autriche
  - Mustang  France
  - Une seconde mère (Que Horas Ela Volta?)  Brésil

- 2017 : Elle  France
  - Mademoiselle (Ah-ga-ssi)  Corée du Sud
  - Julieta  Espagne
  - Neruda  Chili
  - Le Client (Forušande)  Iran
  - Toni Erdmann  Allemagne

- 2018 : In the Fade  Allemagne
  - 120 battements par minute  France
  - Une femme fantastique (Una mujer fantástica)  Chili
  - D'abord, ils ont tué mon père (Moun dambaung)  Cambodge
  - The Square  Suède
  - Thelma  Norvège

- 2019 : Roma  Mexique
  - Burning  Corée du Sud
  - Capharnaüm (Capernaum)  Liban
  - Cold War  Pologne
  - Une affaire de famille (Manbiki kazoku)  Japon

### Années 2020
- 2020 : Parasite •  Corée du Sud
  - Atlantique •  Sénégal
  - Les Misérables (film, 2019) •  France
  - Douleur et Gloire (Dolor y gloria) •  Espagne
  - Portrait de la jeune fille en feu •  France
- 2021 : Minari •  États-Unis
  - Drunk (Druk) •  Danemark
  - Collective •  Roumanie
  - La Llorona •  Guatemala
  - La Vie devant soi (The Life Ahead) •  Italie
  - Deux •  France
- 2022 : Drive My Car •  Japon
  - Flee •  Danemark,  France,  Norvège,  Suède,  Royaume-Uni et  États-Unis
  - La Main de Dieu (The Hand of God ) •  Italie
  - Un héros (A Hero) •  France et  Iran
  - Julie (en 12 chapitres) (The Worst Person in the World) •  Norvège
- 2023 : RRR -  Inde (en télougou) 
  - À l'Ouest, rien de nouveau -  Allemagne (en allemand) 
  - Argentina, 1985 -  Argentine (en argentin) 
  - Close -  Belgique (en français) 
  - Decision to Leave -  Corée du Sud (en coréen) 
  - Bardo -  Mexique
- 2024 : Anatomie d'une chute -  France (en français) 
  - Godzilla Minus One -  Japon (en japonais) 
  - Perfect Days -  Japon (en japonais) 
  - Le Cercle des neiges (La sociedad de la nieve) -  Espagne (en espagnol) 
  - La Passion de Dodin Bouffant -  France (en français) 
  - La Zone d'intérêt (The Zone of Interest) -  Royaume-Uni
- 2025 : Emilia Pérez -  France
  - All We Imagine as Light -  États-Unis  France  Inde
  - Flow (Pigen med nålen) -  Lettonie  France  Belgique
  - Je suis toujours là (Ainda Estou Aqui) -  Brésil
  - Kneecap -  Irlande
  - Les Graines du figuier sauvage (The Seed of the Sacred Fig) -  États-Unis  Allemagne